# ジョージ・ピーボディ・グーチ
ジョージ・ピーボディ・グーチ（George Peabody Gooch OM CH FBA、1873年10月21日 - 1968年8月31日）は、20世紀イギリスの歴史家。

## 略歴
富裕な商人の子としてロンドンに生まれた。幼時より家庭の書庫で歴史書に親しみ、イートン校とロンドンのキングス・カレッジを経てケンブリッジ大学のトリニティ・カレッジで学ぶ。ケンブリッジ時代で特に影響を受けた歴史家は、ジョン・ロバート・シーリーとジョン・アクトンであるという。
ドイツでは、ベルリン大学でハインリヒ・フォン・トライチュケの最後の講義を聴き、エルンスト・クルティウスやアドルフ・ハルナック、オットー・フォン・ギールケ、グスタフ・シュモラーの講義から感銘を受けている。フランスでは、パリ大学、コレージュ・ド・フランスの外に「私立政治学校」で講義を聴く機会のあったアルベール・ソレルがもっとも関心を引いた歴史家だった。帰国し直ちに近世・近代期のイギリス政治思想史の研究を行い、そこではピューリタン革命の共産思想家というべき、真正水平派のジェラード・ウィンスタンリを紹介したことが注目される。
保守党の指導で行われた帝国主義政策の危険を悟り、1906年にバース地区から出馬して自由党所属の下院議員となり、当時アイルランド大臣であったジェームズ・ブライス卿の要請で院内秘書を務めた。1911年以降は『Contemporary Review』誌の編集者でもあった。
ケンブリッジの先輩ウォード教授とともに『ケンブリッジ・イギリス外交政策史』の編集にあたって、その第3巻のほとんど半ばを執筆した。外相マクドナルドの推薦により1926年から1929年まで、H.テンパリとともに『British documents on the origins of the War 1898-1914』11巻を編集。1927年に刊行され1940年までたびたび改訂された『ヨーロッパ外交新資料　Recent revelations European diplomacy』や1936-39年に出版された『大戦前史　Before the War』2巻によって、グーチはヨーロッパ外交史に大きな足跡を残している。第二次世界大戦中は亡命してきたドイツの学者の救済に力を尽くし、戦争終結後は、フリードリヒ大王、マリア・テレジア、エカチェリーナ2世など啓蒙期の専制君主の連作研究を行った。ドイツ史・外交史・政治史・史学史・政治思想史の権威であり、「イギリス・ゲーテ協会」会長でもあった。
日本に紹介したのは歴史学者林健太郎で、グーチ自身とも交流があった。

## 著書

### 単著
- The History of English Democratic Ideas in the Seventeenth Century, (Cambridge University Press, 1898, 2nd ed., 1927).
- Annals of Politics and Culture (1492-1899), (Cambridge University Press, 1901).
- History of Our Time, 1885-1911, (Holt, 1911).
- History and Historians in the Nineteenth Century, (Longmans, 1913, 2nd ed., 1952).
林健太郎・林孝子訳『近代史學史』（吉川弘文館（上・下）, 1955年）
林健太郎・林孝子訳『十九世紀の歴史と歴史家たち』（筑摩書房〈筑摩叢書〉（上・下）, 1971-74年、新版1985年）
- Political Thought in England: from Bacon to Halifax, (Williams & Norgate, 1914). 
堀豊彦・升味準之輔訳『イギリス政治思想（1） ベーコンからハリファックス』（岩波書店, 1952年）
- Germany and the French Revolution, (Longmans, 1920).
柴田明徳訳『ドイツとフランス革命』（三省堂, 1943年）
- Nationalism, (Swarthmore Press, 1920).
- Life of Lord Courtney, (Macmillan, 1920).
- History of Modern Europe, 1878-1919, (H. Holt, 1923).
菊地守訳『近代歐洲史』（改造社（上・下）, 1940年）
- Franco-German Relations, 1871-1914: Thecreighton Lecture for 1923, (Longmans, 1923).
- Germany, (Benn, 1925).
- Recent Revelations of European Diplomacy, (Longmans, 1927).
- Studies in Modern History, (Longmans, 1931).
- Dictatorship in Theory and Practice, (Watts, 1935).
- Politics and Morals, (Woolf, 1935).
- Before the War: Studies in Diplomacy, 2 vols., (Longmans, 1936).
- British Foreign Policy since the War, (G. Bell, 1936).
- Hobbes: Annual Lecture on a Master Mind, Henriette Hertz Trust of the British Academy 1939, (Humphery Milford, 1939).
- Studies in Diplomacy and Statecraft, (Longmans, 1942).
- Courts and Cabinets, (Longmans, 1944).
- Frederick the Great: the Ruler, the Writer, the Man, (Longmans, 1947).
- Studies in German History, (Longmans, 1948).
- Maria Theresa and Other Studies, (Longmans, 1951).
- Catherine the Great, and Other Studies, (Longmans, 1954).
- Louis XV: the Monarchy in Decline, (Longmans, 1956).
林健太郎訳『ルイ15世――ブルボン王朝の衰亡』（中央公論社, 1994年）
- Under Six Reigns, (Longmans, 1958).
- The Second Empire, (Longmans, 1960).
- French Profiles: Prophets and Pioneers, (Longmans, 1961).
- Historical Surveys and Portraits, (Longmans, 1966).

### 共著
- A Century of British Foreign Policy, with J. H. B. Masterman, (G. Allen & Unwin, 1917).
堀江定四郎訳『百年間の英國外交政策』（世界出版社, 1927年）

### 編著
- The Later Correspondence of Lord John Russell, 1840-1878, 2 vols., (Longmans, 1925).
- In Pursuit of Peace, (Methuen, 1933).

### 共編著
- Cambridge History of British Foreign Policy 1783-1919, 3 vols., co-edited with Sir A. W. Ward, (Cambridge University Press 1922).
- British Documents on the Origins of the War, 1898-1914, 11 vols., co-edited wiht Harold Temperley, (H.M.S.O., 1927-1938).